# Offella
L'offella è un piccolo dolce italiano di cui esistono diverse varianti regionali.

## Storia
Il termine "offella" deriva dal latino offa, ovvero "focaccia". Infatti, in epoca romana, le offe erano piccole sfoglie di farro che venivano anche lanciate dagli àuguri agli uccelli per trarre gli auspici. Le offelle sono documentate già nel Quattrocento, quando erano pasticcini a base di farina di grano, albumi, uva passa e spezie. Durante l'Ottocento si è assistito alla loro diffusione in tutta l'Italia, soprattutto nel Nord. 

## Descrizione
Solitamente le offelle sono dei biscotti di pasta frolla, talvolta ripieni di composta o marzapane, dorati con tuorlo d'uovo e spolverati con zucchero a velo. Diverse sono le varianti locali. 
Le offelle di Parona, in Lombardia, sono biscotti al burro ovoidali. 
Le offelle mantovane sono ravioli a base di burro e zucchero.
L'offella veronese è un dolce natalizio lievitato dall'impasto soffice.
Le offelle romagnole, o offelle di marmellata, contenenti composta di mele, sono descritte ne L'Artusi (1891) e riconosciute come prodotti agroalimentari tradizionali emiliani e romagnoli.
Differenti e particolarmente fragranti sono le offelle di Sant'Angelo Lodigiano o offelle di Sant'Antonio, dolci di sfoglia ripieni tradizionalmente di marmellata di albicocca, preparate nella cittadina lombarda in occasione della festività del santo, patrono della città.